# Dorthe Andersen
Dorthe Andersen, född 29 mars 1968, är en dansk sångerska och programledare. Hon deltog i Dansk Melodi Grand Prix 1992 med låten Vild med dig, men lyckades inte kvalificera sig till den andra finalomgången. Hon återkom till tävlingen 1996, där hon framförde låten Kun med dig tillsammans med Martin Loft. De vann men kunde inte representera Danmark i Eurovision Song Contest eftersom det var för många länder som deltog i tävlingen. Därefter har Andersen bl.a. turnerat tillsammans med sin syster, Jette Torp, som körsångerska. Hon var programledare i DR:s Tv-serie Hvad er det værd? 2002-2005.